# Chipiona
Chipiona – gmina w Hiszpanii, w prowincji Kadyks, w Andaluzji, o powierzchni 32,92 km². W 2011 roku gmina liczyła 18 849 mieszkańców.